# Uprawiając miłość – Erotyczna odyseja
Uprawiając miłość – Erotyczna odyseja (ang. Making Love: An Erotic Odyssey) – wydana w 1992, swoista autobiografia dotycząca intymnego życia Richarda Rhodesa, amerykańskiego historyka i eseisty, dwukrotnego laureata Nagrody Pulitzera. Książka, która uchodzi za manifest erotyczny autora, zawiera jego wyznania, ujawniające intymne doświadczenia i fantazje seksualne. Rhodes przedstawia w niej swoje związki z kobietami oraz dokładnie opisuje miłość fizyczną i stosowane przez siebie techniki erotyczne.